# Сарънасуф
Сарънасуф (на румънски: Sarinasuf) е село в окръг Тулча, Северна Добруджа, Румъния.

## История
До 1940 година Сарънасуф е с преобладаващо българско население, което се изселва в България по силата на подписаната през септември същата година Крайовската спогодба. След създаването на Българската екзархия в 1870 година, българите от Сарънасуф молят Тулчанската българска община да им съдейства, за да бъдат приети под върховенството на Екзархията и да им се пратят български свещеници.